# Christoph Müller (Manager)
Christoph Romanus Müller (* 17. Dezember 1961 in Wuppertal) ist ein deutscher Manager.

## Leben
Müller machte zunächst bei der Bundeswehr eine Ausbildung zum Offizier der Logistiktruppe (Rang: Leutnant) und studierte an der Universität zu Köln, mit Abschluss 1988 als Diplom-Kaufmann. Anschließend absolvierte er an der Harvard Business School bis 1999 ein Advanced Management Program.
Seine berufliche Laufbahn begann Müller 1989 als Analyst bei der Lufthansa. Es folgten Stationen als Finanzdirektor bei Airbus und Finanz-Controller bei Daimler Benz Aerospace. 1994 kehrte er als Vice President Controlling zur Lufthansa zurück. Einige Zeit arbeitete er danach bei Philippine Airlines, wurde dann Vorstandsmitglied der Swissair und zugleich Chef der belgischen Sabena. Nach dem Ende der Swissair und der Insolvenz von Sabena wechselte er 2002 als Vizepräsident zum Logistikkonzern DHL in Brüssel, 2004 stieg er in den Vorstand des Mutterkonzerns Deutsche Post AG auf. 2006 wechselte er als Geschäftsführer mit Zuständigkeit für die Flugsparte zu Hapag-Lloyd und in die Geschäftsführung der Reiseveranstaltertochter TUI. Von Juni 2007 bis Mai 2009 war er Executive Director von TUI Travel plc. Ab 2009 bis Februar 2015 war er Executive Director (Vorstandsvorsitzender) der irischen Fluggesellschaft Aer Lingus. Am 5. Dezember 2014 berief ihn der malaysische Staatsfonds Khazanah Nasional, Mehrheitseigentümer der Malaysia Airlines, mit Wirkung zum Frühjahr 2015 zum CEO der Fluggesellschaft, im September 2016 schied er wieder aus. Von 2016 bis 2019 war er in der Geschäftsleitung von Emirates in Dubai für Digitalisierung und Innovation verantwortlich. Von Anfang 2021 bis Ende April 2021 war er interimistischer CEO der Swissport, ab 21. Dezember 2020 Verwaltungsrat der Swissport und von 1. Mai 2021 bis 1. Juli 2022 deren Präsident.